# Trumpett
Trumpett is een Nederlands muzieklabel dat gespecialiseerd is in experimentele elektronische muziek en industrial design.
Het label is in 1981 met een donatie vanuit de Sneevliet-Macha-Heisenberg Foundation opgericht en bracht tussen 1981 en 1985 louter muziekcassettes uit (vandaar ook dat het label oorspronkelijk Trumpett Tapes heette). In de begintijd werd het label bestierd door een bestuur van doctoren en professoren waaronder Prof. Einstein, Dr. C. Stein, Dr. A. van Garde, Dr. Freakowitz en natuurlijk Dr. Trumpetto wiens favoriete muziekinstrument direct de aanleiding tot de naamgeving van het label heeft gevormd. Het bestuur was namens de Foundation aangesteld en was regelmatig ook zelf betrokken bij muzikale projecten (onder andere Freakowitz and Einstein Meet the Westertower in Dub). 
De belangrijkste "huisbands" van Trumpett zijn Ende Shneafliet (minimal Electronics, synthpop), Doxa Sinistra (industrial grooves, experimental electronics), Thromboh (bombastische synthwave) en S!A!U!R!U!S (hardrock persiflage), bands die in wisselende samenstellingen door steeds dezelfde kleine groep mensen werd bemand: Frank Brinkhuis, Edwin Brinkhuis, Jan Popma, Hanjo Erkamp en Brian Dommisse. Er wordt beweerd dat de Trumpett-bestuursleden de alter ego's waren van deze bandleden of andersom, maar dat is nergens echt aangetoond. Gastoptredens en bijdragen waren er van onder meer Ruud Kluivers (bandlid in de eerste line-up van Doxa Sinistra), Det Wiehl, Dr. Droogkloot en Dr. Beerput. Naast de huisbands bracht Trumpett ook muziek uit van andere acts waarvan The Actor de meeste bekende en ook meest succesvolle is geweest. Een hoogtepunt uit de labelhistorie is de verzamelaar Colonial Vipers uit 1982 waarop een staalkaart van de Nederlandse cassette- en home electronics scene te horen was (onder anderen naast de Trumpett-acts ook Nine Circles, Stephen Emmer, Van Kaye + Ignit, Muziekkamer en Det Wiehl).
Vanaf eind jaren tachtig was het relatief stil rondom het label. In die periode werd echter achter de schermen druk gewerkt aan het conserveren van de indrukwekkende schat aan geluids- en beeldmateriaal wat resulteerde in het gebruik nemen van de Panzerbunker Tonstudio in Den Burg, Texel. Hierdoor werden de artistieke producten van Trumpett veiliggesteld voor het nageslacht.
Vanaf 1997 werd het label naar buiten toe ook weer actiever en ging het de oude opnames (gedigitaliseerd en geremasterd in de Panzerbunker) uitbrengen op compact disc. Elke artistieke, muzikale oprisping uit de jaren tachtig kwam op deze wijze beschikbaar voor de buitenwereld, soms zelfs in meerdere versies en op verschillende uitgaven.
Vanaf ongeveer 2002 kwam minimal electronics en cold wave uit de jaren tachtig weer in een bredere belangstelling. Trumpett-tracks kwamen hierdoor terecht op diverse buitenlandse samplers die vanaf die datum werden uitgebracht. Daarnaast brachten labels als het Nederlandse Enfant Terrible en het Duitse Treue Um Treue tussen 2005 en 2011 veel archiefmateriaal van Trumpett integraal uit op vinyl. Trumpett zelf completeerde in 2012 deze backcatalogue op vinyl.